# Toshio Shimao
Toshio Shimao (島尾 敏雄, 18 d'abril de 1917 – 12 de novembre de 1986) va ser un novel·lista japonès. Se l'ha anomenat un "escriptor d'escriptor", que s'utilitza tant com a compliment i com a crítica.

## Biografia
Shimao va néixer a Yokohama, però la seva família es va traslladar a Kobe quan tenia vuit anys. La seva mare va morir quan tenia disset anys i poc després va tenir un període d'estudis a Nagasaki. Més tard va viatjar a Taiwan i les Filipines, però va tornar a l'educació i es va graduar a la Universitat de Kyushu el 1943. El 1944 va entrar a l'exèrcit i va ser enviat a les illes Amami, al sud del Japó, com a oficial per a un esquadró naval d'atac suïcida (kamikaze) a la Segona Guerra Mundial. La guerra va acabar mentre ell encara esperava les seves ordres. Les seves experiències bèl·liques van inspirar les seves primeres obres, com Shima no hate (1946) i Shutsukotō-ki (1949), així com diverses obres posteriors com Shuppatsu wa tsui ni otozurezu (1962) i Gyoraitei gakusei (1962). El seu període de guerra és també on va conèixer la seva dona, Miho, que era catòlica.
Un segon tema important de la seva obra és el de la bogeria en les dones, amb exemples notables a Ware fukaki fuchi yori (1954) i Shi no toge (1960). Aquest tema estava relacionat amb la malaltia mental de la seva dona. En algun moment del 1955, la data no està clara, la seva dona va patir una malaltia mental fins al punt de requerir hospitalització. Aleshores va escollir viure amb ella a l'hospital psiquiàtric, que va ser vist com una acció molt inusual però elogiada per l'esposa de Yutaka Haniya perquè mostrava "un amor extraordinàriament profund". Encara que Shimao sembla haver-se sentit una mica culpable a causa dels seus afers passats i el que descriu com el seu propi egoisme. El 1955 la va portar de nou a Amami Ōshima, la més gran de les illes Amami; la seva novel·la Shi no toge descriu aquest període fent servir el seu propi nom i el de la seva dona. Aquesta obra va ser adaptada per a la pel·lícula Shi no toge el 1990.
Un tercer aspecte possible és que l'any 1956 es va convertir al catolicisme i es diu que el seu interès està present amb el títol Shi no toge fent referència a 1 Corintis 15:55.

## Traduccions i estudis a l'anglès
- The Sting of Death and Other Stories, trans. Kathryn Sparling, Michigan Papers in Japanese Studies, University of Michigan Press, 1985. ISBN 0-939512-18-1
- J. Philip Gabriel, Mad Wives and Island Dreams: Shimao Toshio and the Margins of Japanese Literature, University of Hawaii Press, 1999. ISBN 0-8248-2089-4

## Obra destacada
- Amami Kyōdo Kenkyukai ho (奄美鄉土硏究会報), Nase-shi : Amami Kyōdo Kenkyūkai, began in 1959.
- Tōhoku to Amami no mukashibanashi, 1973.
- Yaponeshia josetsu = Japanesia, 1977.
- Shimao Toshio ni yoru Shimao Toshio, Tokyo : Seidōsha, 1981.
- Sugiyuku toki no naka de, Tōkyō : Shinchōsha, 1983.
- Gyoraitei gakusei, (魚雷艇 学生), Tōkyō : Shinchōsha, 1985.
- Yumekuzu, (夢屑), Tōkyō : Kōdansha, 1985.
- Shinʾyō hasshin, (震洋 発進), Tōkyō : Ushio Shuppansha, 1987.
- Kimushi, (記夢志), Tōkyō : Chūsekisha, 1993.